# Kenji Takahashi (Fußballspieler, 1970)
Kenji Takahashi (jap. 高橋 健二, Takahashi Kenji; * 5. Juni 1970 in der Präfektur Yamagata) ist ein ehemaliger japanischer Fußballspieler.

## Karriere
Takahashi erlernte das Fußballspielen in der Schulmannschaft der Nihon University Yamagata High School und der Universitätsmannschaft der Kokushikan-Universität. Seinen ersten Vertrag unterschrieb er 1994 bei den NEC Yamagata (heute: Montedio Yamagata). Der Verein spielte in der zweithöchsten Liga des Landes, der Japan Football League. Für den Verein absolvierte er 416 Spiele. Ende 2006 beendete er seine Karriere als Fußballspieler.